# Urdomin
Urdomin (lit. Rudamina) – miasteczko na Litwie w okręgu olickim w rejonie Łoździeje, w starostwie Szestoki, na Suwalszczyźnie, położone ok. 7 km na północny zachód od Łoździei.
Przez miejscowość przechodzi droga Łoździeje–Mariampol. Znajduje się tu poczta, kościół, szkoła, cmentarz, grodzisko i dwór z XVIII wieku. Za Królestwa Polskiego istniała wiejska gmina Urdomin. W okresie międzywojennym siedziba gminy Urdomin.
W 1881 w miejscowości urodził się Jan Witkiewicz Koszczyc – polski architekt i konserwator zabytków.
7 lutego 1912 w miejscowości urodził się Andrzej Rudolf Czaykowski, ps. Garda – żołnierz Armii Krajowej, cichociemny, dowódca baonu w powstaniu warszawskim, major Wojska Polskiego.
Podczas okupacji hitlerowskiej na początku lipca 1941 roku Niemcy utworzyli getto dla żydowskich mieszkańców. Przebywało w nim około 200 osób. 15 października 1941 roku Niemcy zlikwidowali getto, a Żydów wywieziono do getta w Łoździejach by następnie ich zamordować.

## Zabytki
- Kościół Świętej Trójcy – zbudowany w 1592, przebudowany w 1745–1765[2].
- Zespół dworski: 
  - Parterowy dwór Suchorzewskich zbudowany w końcu XVIII wieku. Budynek na planie prostokąta, z wysokim dachem łamanym i czterokolumnowym portykiem[2].
  - Park dworski, pomnik przyrody. Znacznie przetrzebiony lecz zachowały się okazy starodrzewu. W parku znajdują się trzy stawy. Całość ma powierzchnię ok. 6,5 ha[2].
- Grodzisko położone nieopodal wsi, na wzgórzu. Pozostał majdan o wymiarach 83×60 metrów i resztki wałów. Według tradycji, miał tu znajdować się zamek Ryngolda i tutaj Mendog miał się koronować na króla Litwy (nie ma na to potwierdzenia historycznego). Zamek został zniszczony w końcu XIV wieku. Z badań archeologicznych wynika, że w tym miejscu stał gród jaćwieski[2].

## Galeria

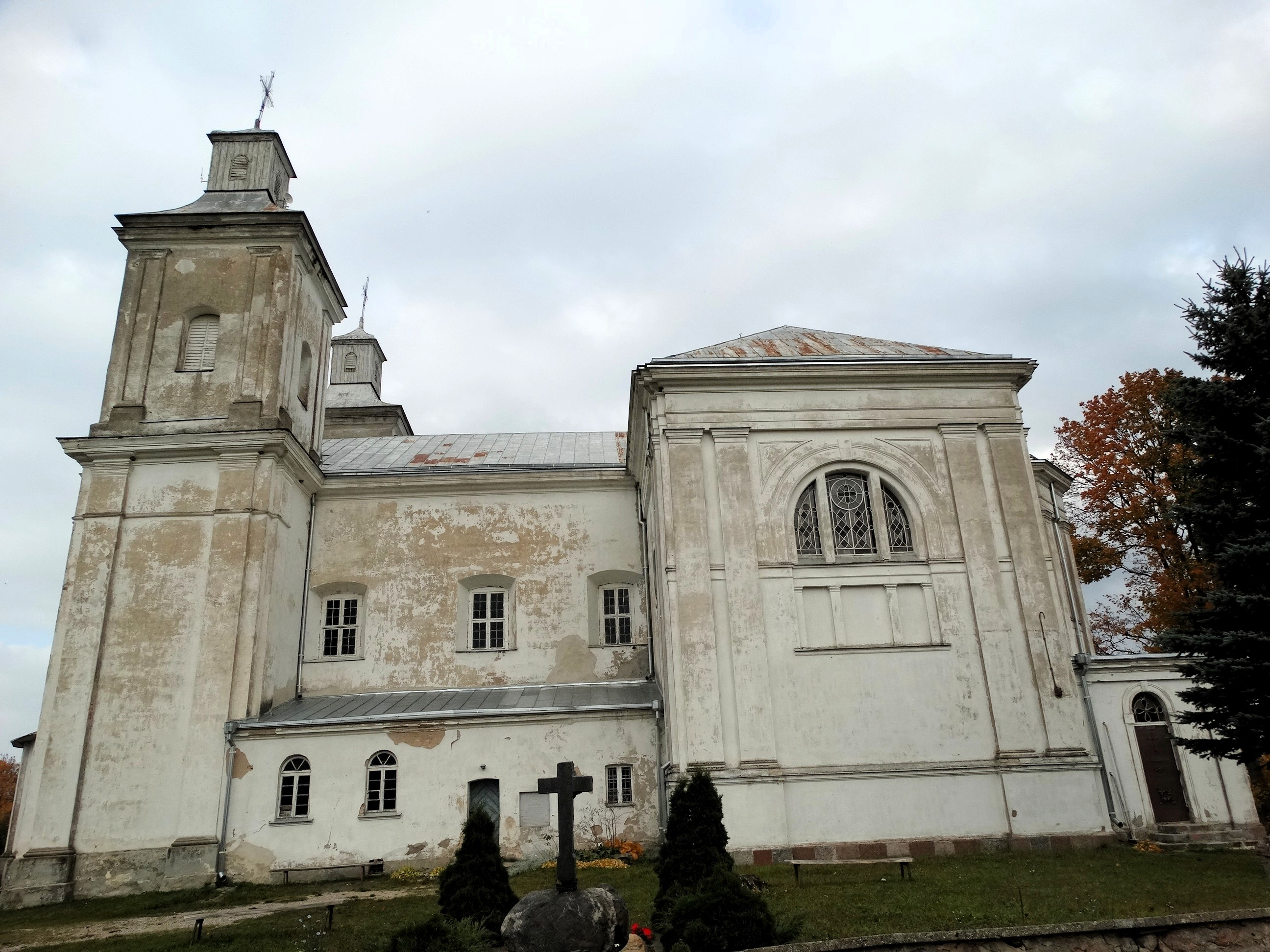
Kościół Świętej Trójcy
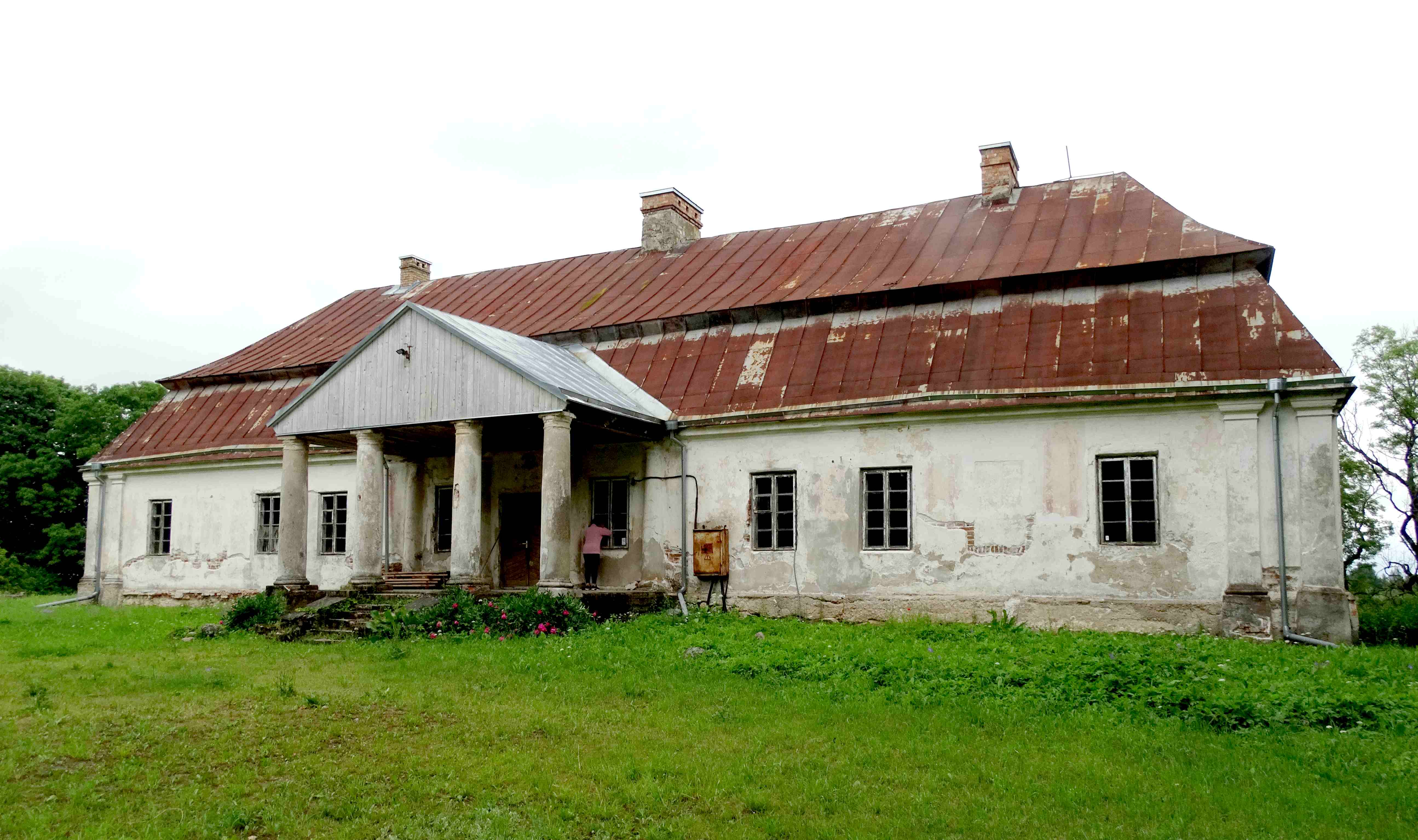
Dwór Suchorzewskich
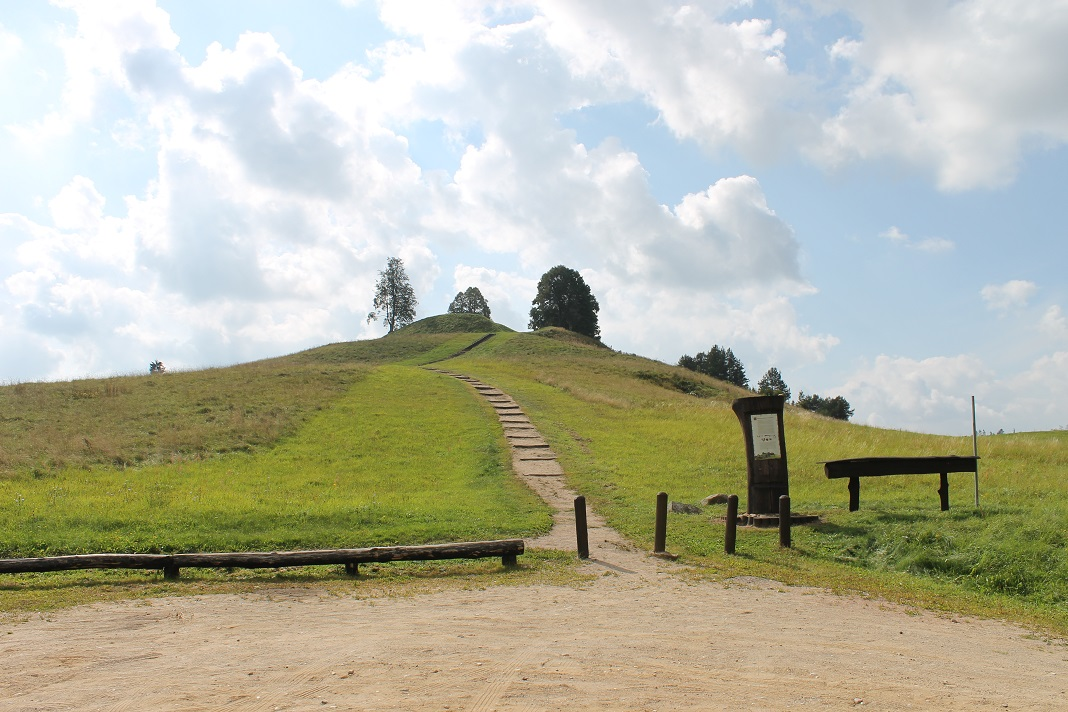
Grodzisko
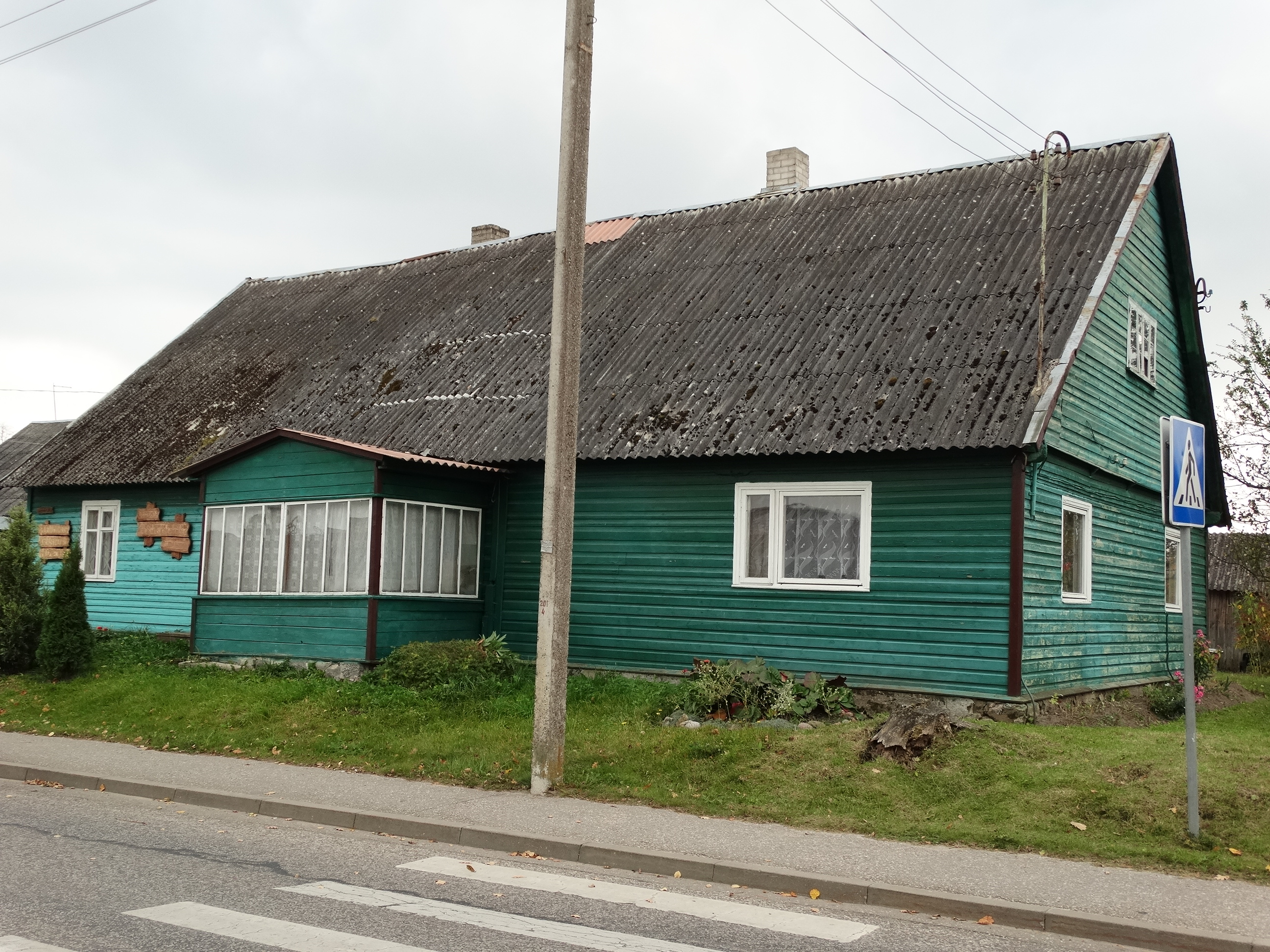
Muzeum